# María Hernández Matas
María Hernández Matas (Madrid, 13 de mayo de 1986 - Tigray, 24 de junio de 2021) fue una cooperante española de Médicos Sin Fronteras (MSF) asesinada en Etiopía junto a otros dos compañeros.

## Trayectoria
Hernández desarrolló su labor en 2015 en la República Centroafricana, para pasar a Sudán del Sur como coordinadora de Finanzas. En 2017, coordinó la misión de ayuda humanitaria de MSF en la guerra de Yemen. En 2019, fue destinada a México en el transcurso de las caravanas de migrantes centroamericanos a la frontera entre Estados Unidos y México dónde atendieron a más 6.000 personas. El 89% de esas personas declararon haber sufrido violencia y se atendieron decenas de violaciones.
En 2020, estuvo en la región en Pulka, en Nigeria. De allí, fue trasladada a Tigray ante la emergencia humanitaria.
Los asesinatos se produjeron durante el conflicto entre el FLPT y fuerzas armadas etíopes. Previamente, Hernández había denunciado la intervención militar etíope al constatar: "una voluntad de destruir el sistema de salud del país", "de destrozar su equipamiento, e incluso, de usar algunos de estos centros médicos como bases militares de actores armados".

## Reconocimientos
En julio de 2021, recibió a título póstumo la medalla al mérito profesional de la Junta de Castilla y León.
La localidad de Alcorcón,  donde Hernández residió más de dos décadas, decidió nombrar un centro cívico en su nombre.
El 21 de diciembre de 2021 le fue concedida a título póstumo la Gran Cruz del Mérito Civil.
El municipio de Sanchotello (Salamanca), del que ella era oriunda, inauguró un parque y una placa conmemorativa en su honor, en 2022.